# Emily Zurrer
Emily Jane Zurrer (* 12. Juli 1987  in Vancouver, British Columbia) ist eine ehemalige kanadische Fußballspielerin.

## Werdegang
Zurrer spielte auf der Cowichan Secondary High-School neben Fußball auch Rugby, Basket- und Volleyball und betrieb Fünfkampf. Sie erhielt sowohl auf der Highschool als auch der University of Illinois mehrere Auszeichnungen und wurde in Allstarteams berufen. Nach dem Studium spielte sie zunächst für die Vancouver Whitecaps Women und dann für die Chicago Red Eleven.
2010 machte sie einen Abstecher in die deutsche Frauen-Bundesliga und spielte bei der SG Essen-Schönebeck. Im Mai 2010 wurde bekannt gegeben, dass ihr Vertrag nicht verlängert würde, da sie aufgrund von Lehrgängen bei fast der Hälfte der Spiele gefehlt hätte. Sie kehrte daraufhin zu ihrem Heimatverein zurück.
2004 gewann sie mit der U-19 die CONCACAF U-19-Meisterschaft der Frauen 2004, bei der sie zur wertvollsten Spielerin gekürt wurde, und bei der U-19-Weltmeisterschaft 2004 kam sie mit Kanada bis ins Viertelfinale. Bei der CONCACAF U-20-Meisterschaft der Frauen 2006 wurde sie mit Kanada Zweite und nahm an der U-20-Weltmeisterschaft 2006 in Russland teil, bei der die Kanadierinnen in der Vorrunde ausschieden.
Zurrer machte kurz vor ihrem 17. Geburtstag am 3. Juli 2004 gegen die USA ihr erstes Länderspiel. Nach einem weiteren Spiel Ende Juli, kam sie aber erst 2008 zu weiteren Einsätzen für die A-Nationalmannschaft und wurde dann auch in den Kader für Peking berufen. Bei den Olympischen Spielen kam sie in allen vier Spielen zum Einsatz und erreichte mit Kanada das Viertelfinale, in dem sie den USA in der Verlängerung unterlagen. 2009 nahm sie mit Kanada am Zypern-Cup teil, verlor dabei im Finale gegen England. 2010 gewann sie mit der Nationalmannschaft den Gold Cup, wodurch sich Kanada direkt für die WM 2011 qualifizierte, bei der sie im Eröffnungsspiel auf Gastgeber Deutschland treffen. Am 2. März 2011 gelangen ihr beim Zypern-Cup ihre ersten beiden Länderspieltore: zunächst im ersten Spiel gegen Schottland und dann im Finale gegen die Niederlande. Beide Tore waren spielentscheidend. Zurrer war Mitglied des kanadischen Kaders für die WM und kam im Eröffnungsspiel gegen Deutschland zu ihrem ersten WM-Spiel. Auch in den beiden weiteren Gruppenspielen kam sie zum Einsatz, schied aber mit Kanada nach drei Niederlagen in der Vorrunde aus.
Für die Olympischen Spiele 2012 wurde sie ebenfalls nominiert, kam aber nicht zum Einsatz.
In der Saison 2013 spielte sie in der neugegründeten National Women’s Soccer League, der höchsten amerikanischen Profiliga im Frauenfußball, für den Seattle Reign FC. Zur Saison 2014 wechselte sie zum schwedischen Erstligisten Jitex BK, mit dem sie am Ende der Saison in die Elitettan abstieg.
Im folgenden Jahr wurde sie in den Kader für die Weltmeisterschaft im eigenen Land berufen, wo sie aber nicht eingesetzt wurde. Im Februar 2017 beendete Zurrer ihre aktive Spielerkarriere.

## Erfolge
- CONCACAF Women’s Gold Cup 2010 Sieger
- Zypern-Cup-Sieger 2011
- Olympische Spiele 2012: Bronzemedaille (ohne Einsatz)